# 北斗浮蚕
北斗浮蚕（学名：Tomopteris septentrionalis）为浮蚕科浮蚕属的动物。分布于日本海、加利福尼亚沿岸、挪威海、巴伦支海、智利沿海、南北大西洋、西北太平洋以及中国南海等海域，多见于冷水团中。